# Saint-Martin-sur-Écaillon
Pour les articles homonymes, voir Saint-Martin et Écaillon.
Saint-Martin-sur-Écaillon est une commune française, située dans le département du Nord en région Hauts-de-France.

## Géographie
Saint-Martin sur-Écaillon est situé à 15 km au sud de Valenciennes et à 8 km au nord de Solesmes. Son territoire s'étend du côté sud de la vallée de l'Écaillon et est traversé par le ruisseau des Harpies.

### Communes limitrophes
| Vendegies-sur-Écaillon |                           | Bermerain |
|                        | Saint-Martin-sur-Écaillon |           |
| Haussy                 | Vertain                   | Escarmain |

### Hydrographie

#### Réseau hydrographique
La commune est située dans le bassin Artois-Picardie. Elle est drainée par l'Écaillon et le ruisseau des Harpies,.
L'Écaillon, d'une longueur de 33 km, prend sa source dans la commune de Locquignol et se jette  dans l'Escaut canalisée à Prouvy, après avoir traversé 13 communes. 
Le ruisseau des Harpies, d'une longueur de 24 km, prend sa source dans la commune de Landrecies et se jette  dans l'Écaillon à Vendegies-sur-Écaillon, après avoir traversé onze communes. 

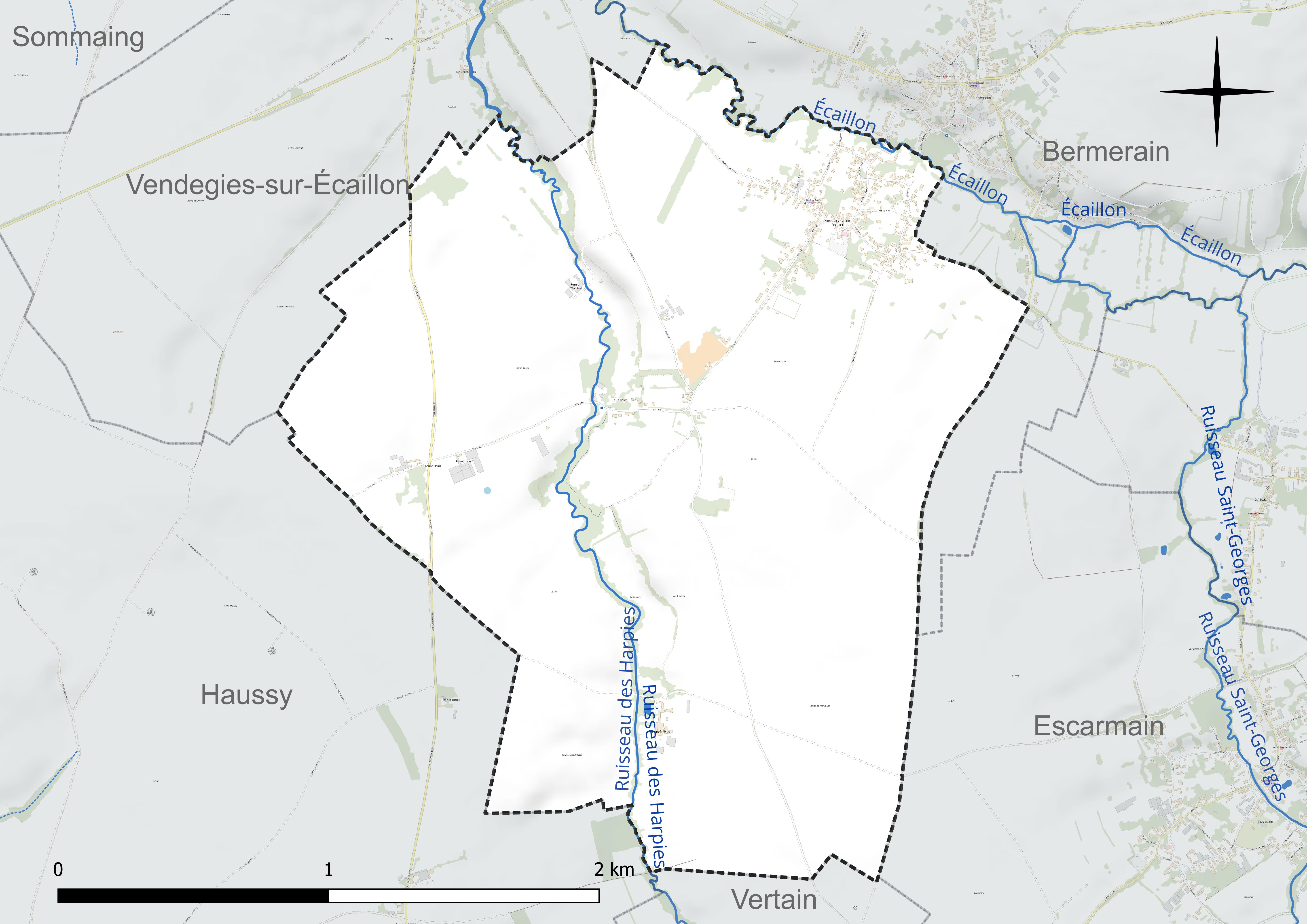
Réseau hydrographique de Saint-Martin-sur-Écaillon.

#### Gestion et qualité des eaux
Le territoire communal est couvert par le schéma d'aménagement et de gestion des eaux (SAGE) « Escaut ». Ce document de planification concerne un territoire de 2 005 km2 de superficie, délimité par le bassin versant de l'Escaut. Le périmètre a été arrêté le 9 juin 2006 et le SAGE proprement dit a été approuvé le 13 juillet 2021. La structure porteuse de l'élaboration et de la mise en œuvre est le syndicat mixte Escaut et Affluents (SyMEA). 
La qualité des cours d'eau peut être consultée sur un site dédié géré par les agences de l'eau et l'Agence française pour la biodiversité. 

### Climat
Pour des articles plus généraux, voir Climat des Hauts-de-France et Climat du Nord.
En 2010, le climat de la commune est de type climat océanique dégradé des plaines du Centre et du Nord, selon une étude du CNRS s'appuyant sur une série de données couvrant la période 1971-2000. En 2020, Météo-France publie une typologie des climats de la France métropolitaine dans laquelle la commune est exposée à un climat océanique altéré et est dans la région climatique  Nord-est du bassin Parisien, caractérisée par un ensoleillement médiocre, une pluviométrie moyenne régulièrement répartie au cours de l'année et un hiver froid (3 °C). 
Pour la période 1971-2000, la température annuelle moyenne est de 10,5 °C, avec une amplitude thermique annuelle de 14,8 °C. Le cumul annuel moyen de précipitations est de 769 mm, avec 13 jours de précipitations en janvier et 9,3 jours en juillet. Pour la période 1991-2020, la température moyenne annuelle observée sur la station météorologique la plus proche, située sur la commune de Valenciennes à 12 km à vol d'oiseau, est de 11,0 °C et le cumul annuel moyen de précipitations est de 694,1 mm,. Pour l'avenir, les paramètres climatiques de la commune estimés pour 2050 selon différents scénarios d'émission de gaz à effet de serre sont consultables sur un site dédié publié par Météo-France en novembre 2022.

## Urbanisme

### Typologie
Au 1er janvier 2024, Saint-Martin-sur-Écaillon est catégorisée bourg rural, selon la nouvelle grille communale de densité à sept niveaux définie par l'Insee en 2022.
Elle est située hors unité urbaine. Par ailleurs la commune fait partie de l'aire d'attraction de Valenciennes (partie française), dont elle est une commune de la couronne,. Cette aire, qui regroupe 102 communes, est catégorisée dans les aires de 200 000 à moins de 700 000 habitants,.

### Occupation des sols
L'occupation des sols de la commune, telle qu'elle ressort de la base de données européenne d'occupation biophysique des sols Corine Land Cover (CLC), est marquée par l'importance des territoires agricoles (94,9 % en 2018), en diminution par rapport à 1990 (96,1 %). La répartition détaillée en 2018 est la suivante : 
terres arables (72,1 %), prairies (22,8 %), zones urbanisées (5,1 %). L'évolution de l'occupation des sols de la commune et de ses infrastructures peut être observée sur les différentes représentations cartographiques du territoire : la carte de Cassini (XVIIIe siècle), la carte d'état-major (1820-1866) et les cartes ou photos aériennes de l'IGN pour la période actuelle (1950 à aujourd'hui).

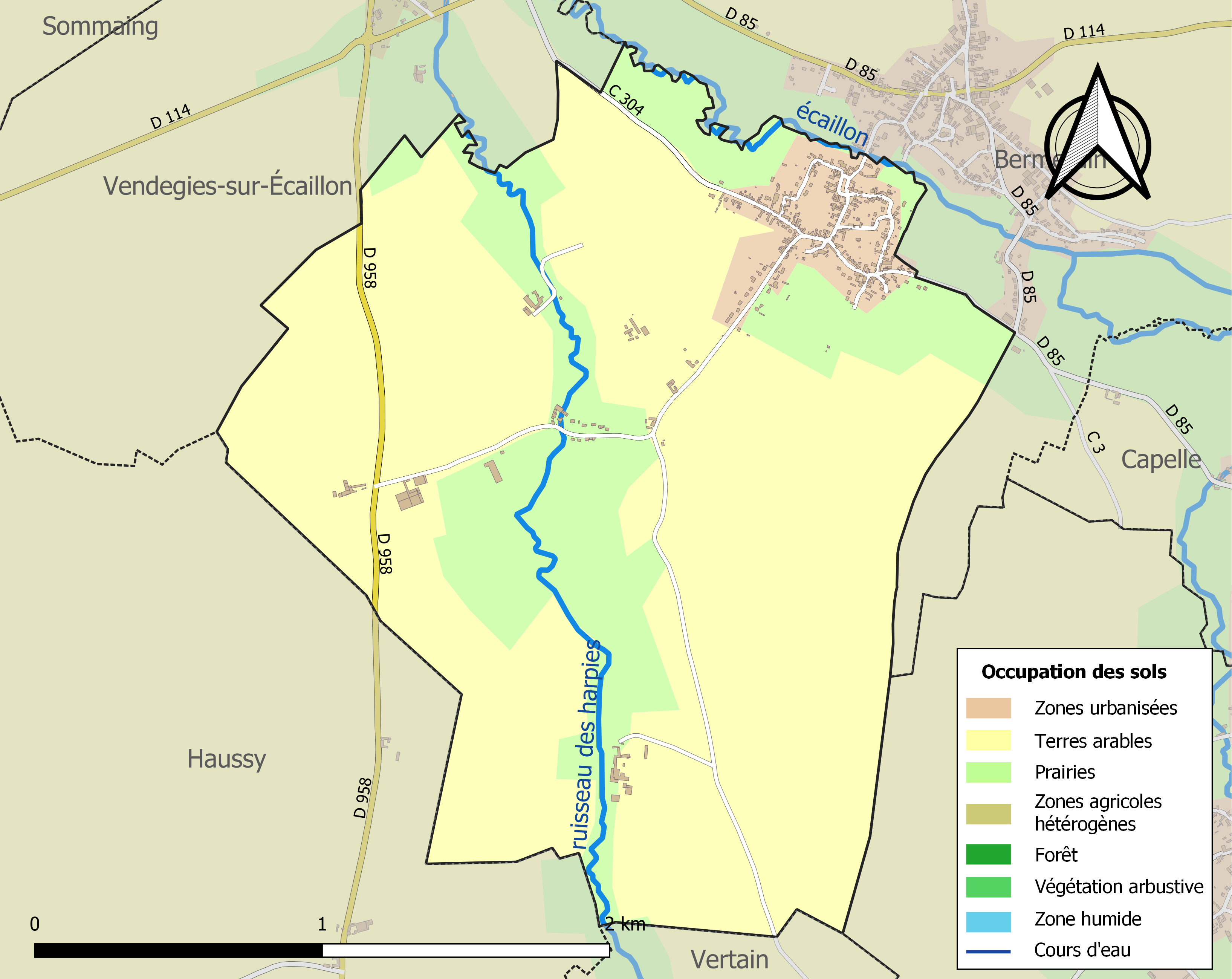
Carte des infrastructures et de l'occupation des sols de la commune en 2018 (CLC).

## Toponymie
Le lieu est mentionné par le nom de son seigneur, Walterus de Sancto Martino, en 1174, et comme Saint Martin en 1257. Au XIVe siècle il se dénommait Bermerain Sancti Martini. Dédié à saint Martin et situé sur le bord de l'Écaillon, il reçut ainsi son nom actuel,.

## Histoire
Le nom est mentionné dans le cartulaire de l'évêché de Cambrai de 1174.
L'Abbaye d'Anchin y possédait un prieuré, le domaine de Courtarieux, attesté dès 1547.
Le village possédait une carrière de grès, maintenant épuisée, dont on tirait des pierres de taille pour la construction d'églises, châteaux et autres bâtiments dans la région et pour le pavement des chemins aux alentours, qui font encore aujourd'hui la renommée de la course cycliste Paris-Roubaix.

## Héraldique
|  | Les armes de Saint-Martin-sur-Écaillon se blasonnent ainsi : "De gueules, semé de cotterels ou fers de lance à l'antique d'argent." - Le blason est celui de la famille De Cottrel. |

## Politique et administration

### Situation administrative
La commune de Saint-Martin-sur-Écaillon se situe dans le département du Nord et fait partie de la région Hauts-de-France. Bien qu'elle soit plus proche de Valenciennes (à 14 km), elle appartient à l'arrondissement de Cambrai (à 24 km) et au Canton de Caudry (à 19 km).
La commune est membre de la Communauté de communes du Pays Solesmois, qui rassemble 15 communes (Beaurain, Bermerain, Capelle, Escarmain, Haussy, Montrécourt, Romeries, Saint-Martin-sur-Écaillon, Saint-Python, Saulzoir, Solesmes, Sommaing, Vendegies-sur-Écaillon, Vertain et Viesly) pour une population totale d'un peu moins de 15 000 habitants.

### Liste des maires
Maire en 1802-1803 : Max Gosselin.

Maire en 1807 : Douay.
| Période                                  | Période   | Identité       | Étiquette | Qualité |
| ---------------------------------------- | --------- | -------------- | --------- | ------- |
| avant 1988                               | mars 2008 | Jean Delattre  |           |         |
| mars 2008                                | En cours  | Michel Dhaneus |           |         |
| Les données manquantes sont à compléter. |           |                |           |         |

## Population et société

### Démographie

#### Évolution démographique
L'évolution du nombre d'habitants est connue à travers les recensements de la population effectués dans la commune depuis 1793. Pour les communes de moins de 10 000 habitants, une enquête de recensement portant sur toute la population est réalisée tous les cinq ans, les populations de référence des années intermédiaires étant quant à elles estimées par interpolation ou extrapolation. Pour la commune, le premier recensement exhaustif entrant dans le cadre du nouveau dispositif a été réalisé en 2008.

En 2022, la commune comptait 492 habitants, en évolution de −5,38 % par rapport à 2016 (Nord : +0,51 %, France hors Mayotte : +2,11 %).
| 1793 | 1800 | 1806 | 1821 | 1831 | 1836 | 1841 | 1846 | 1851 |
| ---- | ---- | ---- | ---- | ---- | ---- | ---- | ---- | ---- |
| 436  | 506  | 519  | 585  | 630  | 601  | 659  | 710  | 696  |

| 1856 | 1861 | 1866 | 1872 | 1876 | 1881 | 1886 | 1891 | 1896 |
| ---- | ---- | ---- | ---- | ---- | ---- | ---- | ---- | ---- |
| 694  | 700  | 714  | 681  | 701  | 695  | 680  | 629  | 581  |

| 1901 | 1906 | 1911 | 1921 | 1926 | 1931 | 1936 | 1946 | 1954 |
| ---- | ---- | ---- | ---- | ---- | ---- | ---- | ---- | ---- |
| 554  | 516  | 477  | 407  | 392  | 387  | 392  | 375  | 423  |

| 1962 | 1968 | 1975 | 1982 | 1990 | 1999 | 2006 | 2008 | 2013 |
| ---- | ---- | ---- | ---- | ---- | ---- | ---- | ---- | ---- |
| 442  | 451  | 455  | 467  | 454  | 424  | 499  | 520  | 519  |

| 2018 | 2022 | - | - | - | - | - | - | - |
| ---- | ---- | - | - | - | - | - | - | - |
| 510  | 492  | - | - | - | - | - | - | - |

#### Pyramide des âges
La population de la commune est relativement jeune.
En 2018, le taux de personnes d'un âge inférieur à 30 ans s'élève à 32,9 %, soit en dessous de la moyenne départementale (39,5 %). À l'inverse, le taux de personnes d'âge supérieur à 60 ans est de 27,3 % la même année, alors qu'il est de 22,5 % au niveau départemental.
En 2018, la commune comptait 251 hommes pour 259 femmes, soit un taux de 50,78 % de femmes, légèrement inférieur au taux départemental (51,77 %).
Les pyramides des âges de la commune et du département s'établissent comme suit.
| Hommes | Classe d’âge | Femmes |
| ------ | ------------ | ------ |
| 0,8    | 90 ou +      | 0,4    |
| 6,8    | 75-89 ans    | 11,6   |
| 17,9   | 60-74 ans    | 17,0   |
| 22,7   | 45-59 ans    | 20,8   |
| 15,9   | 30-44 ans    | 20,1   |
| 19,1   | 15-29 ans    | 9,3    |
| 16,7   | 0-14 ans     | 20,8   |

| Hommes | Classe d’âge | Femmes |
| ------ | ------------ | ------ |
| 0,5    | 90 ou +      | 1,4    |
| 5,3    | 75-89 ans    | 8,1    |
| 14,8   | 60-74 ans    | 16,2   |
| 19,1   | 45-59 ans    | 18,4   |
| 19,5   | 30-44 ans    | 18,7   |
| 20,7   | 15-29 ans    | 19,1   |
| 20,2   | 0-14 ans     | 18     |

## Lieux et monuments
- L'église Saint-Martin, 1784-1785.
- La ferme de Court au lieu-dit Rieux, ancienne prieuré. Aujourd'hui, la ferme de « Court-à-Rieux » est toujours en activité et dans la même famille depuis 7 générations. Le lieu s'est particulièrement modernisé : production d'électricité photovoltaïque ; étable robotisée ; gîtes 4 étoiles, chambres d'hôtes, salle de réception et de séminaire sous l'appellation « La Rose Laitière » (www.laroselaitiere.com).
- Le moulin.
- Quelques chapelles-oratoires et un calvaire.

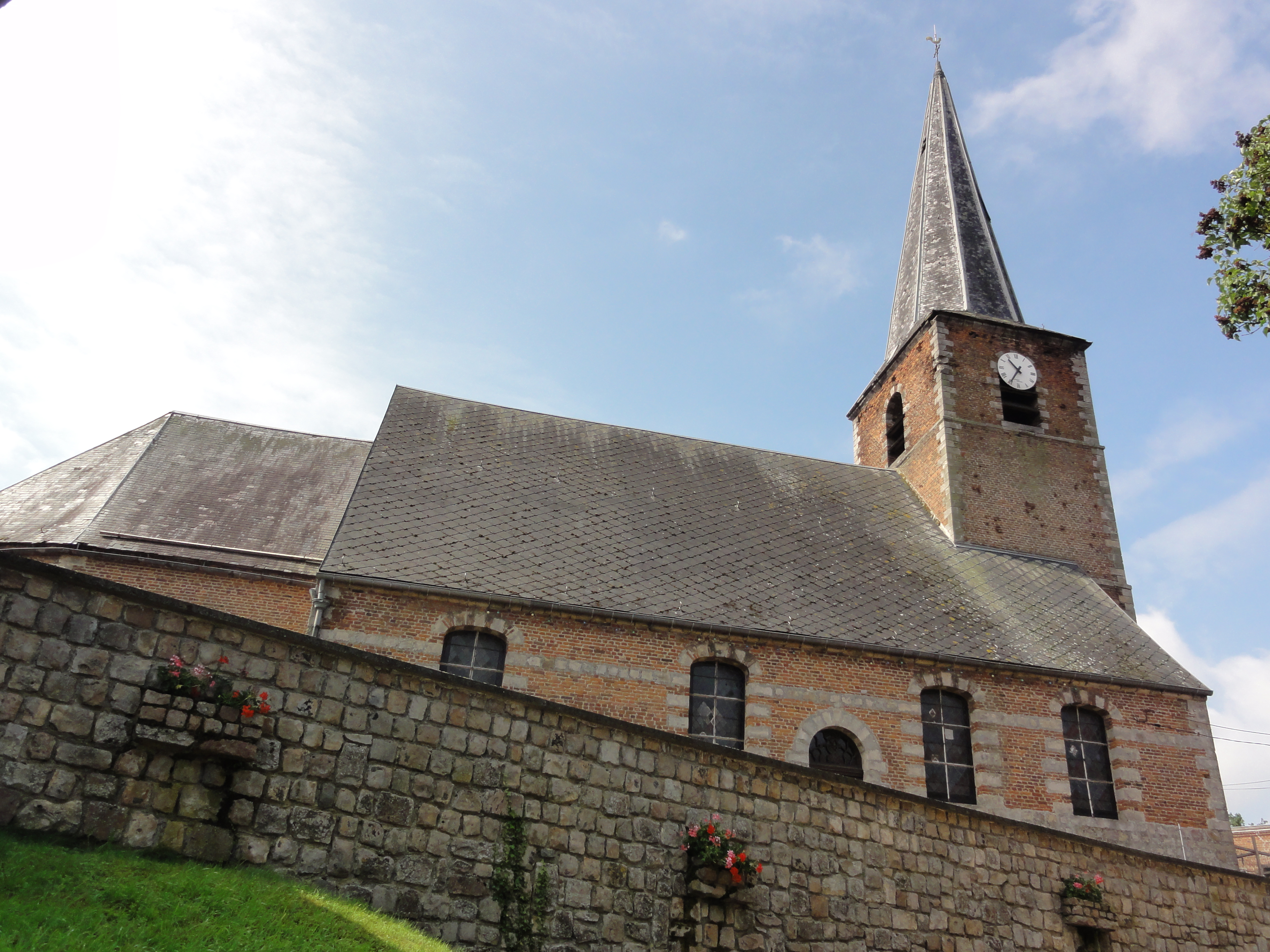
L'église Saint-Martin.
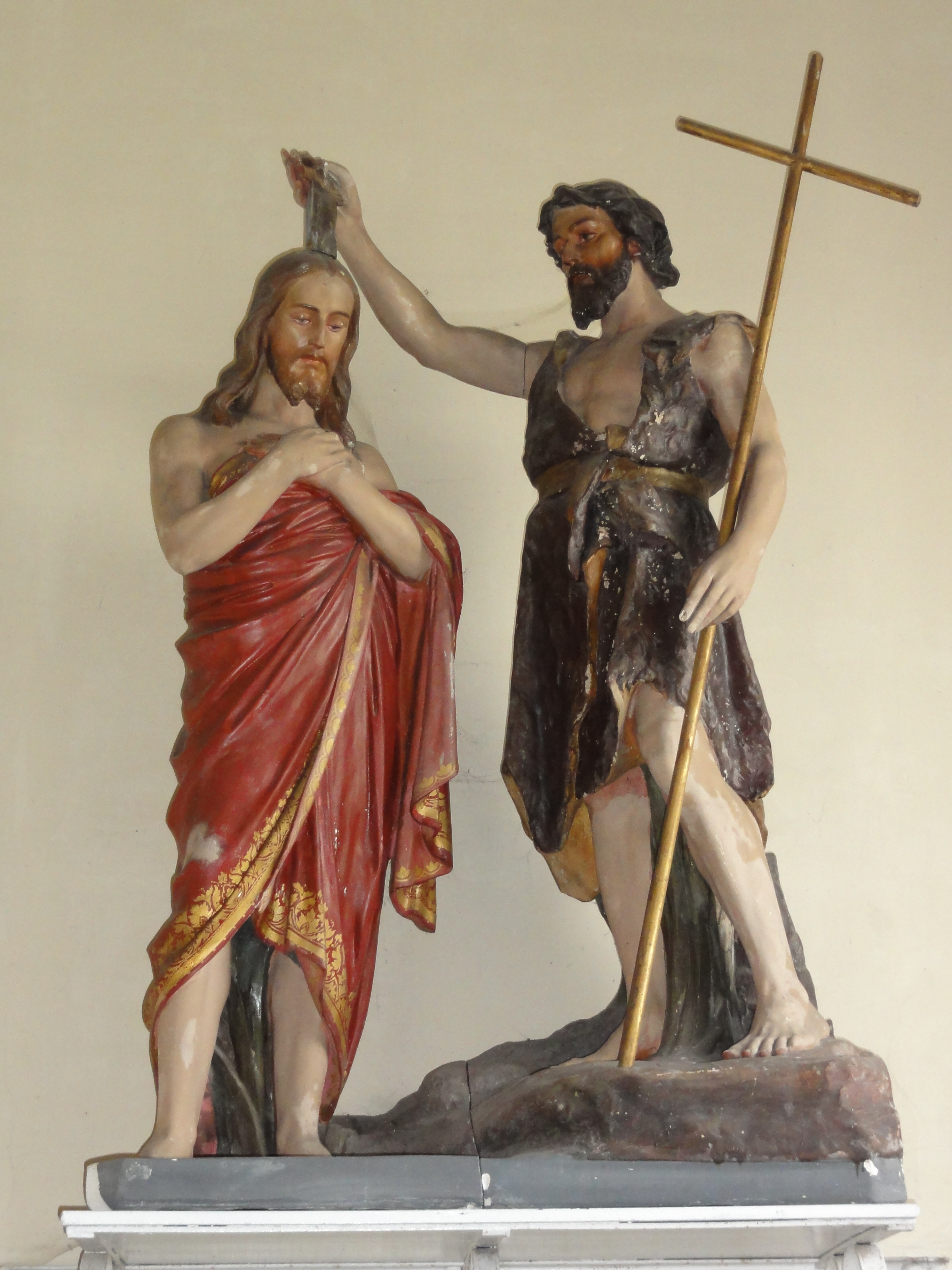
Baptême du Christ, statue dans l'église.
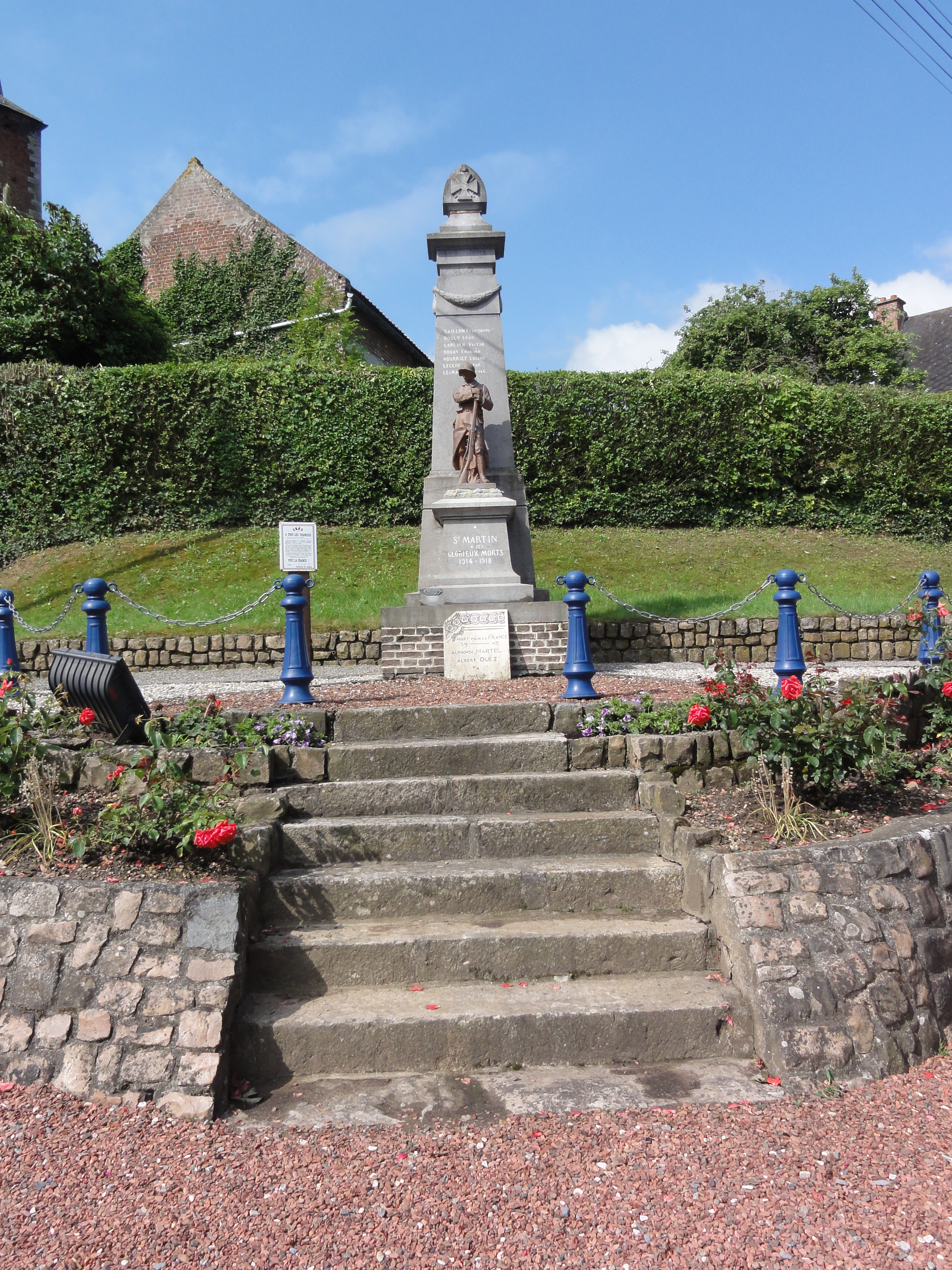
Le monument aux morts.
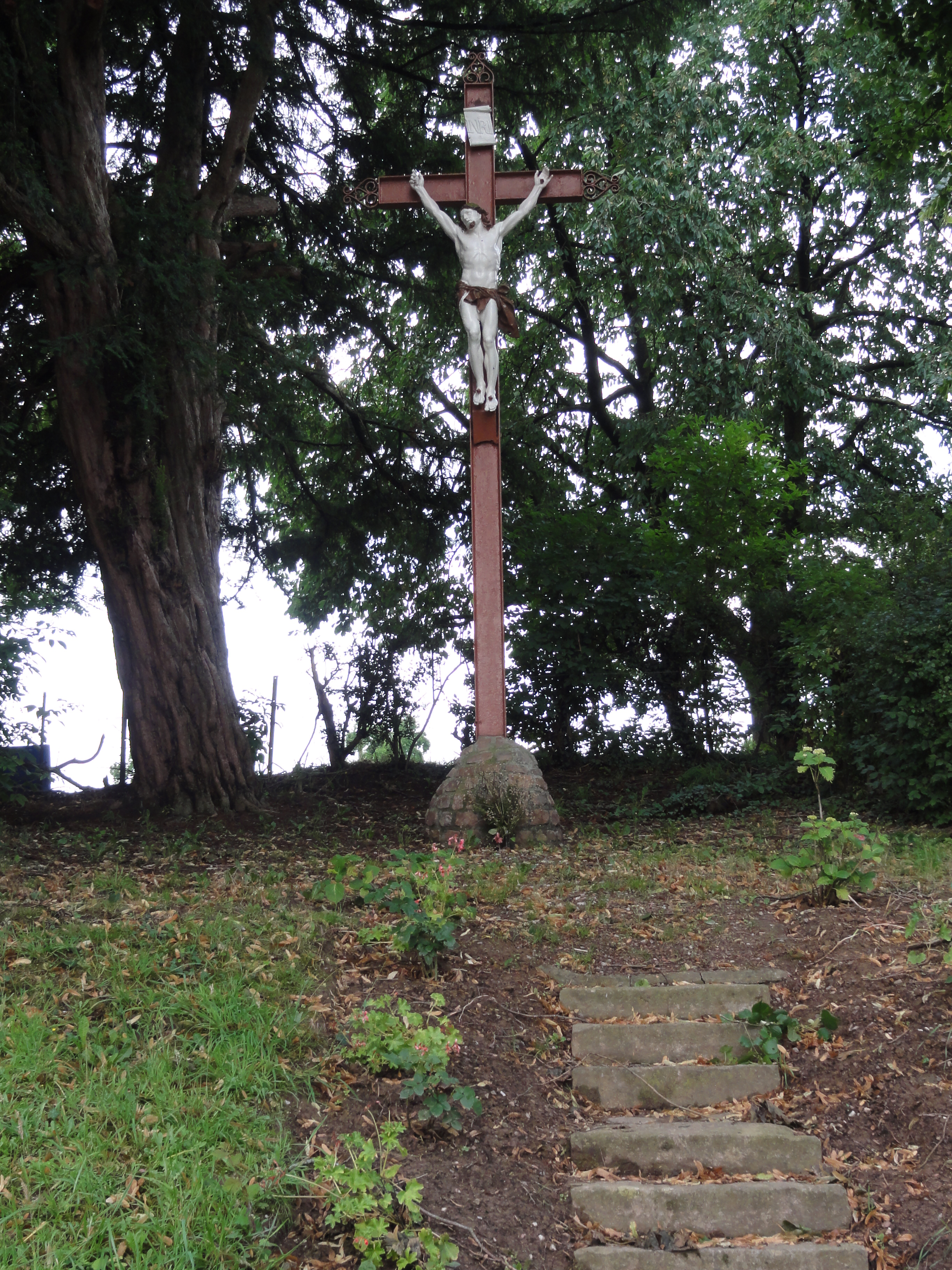
Le calvaire rue Villars.
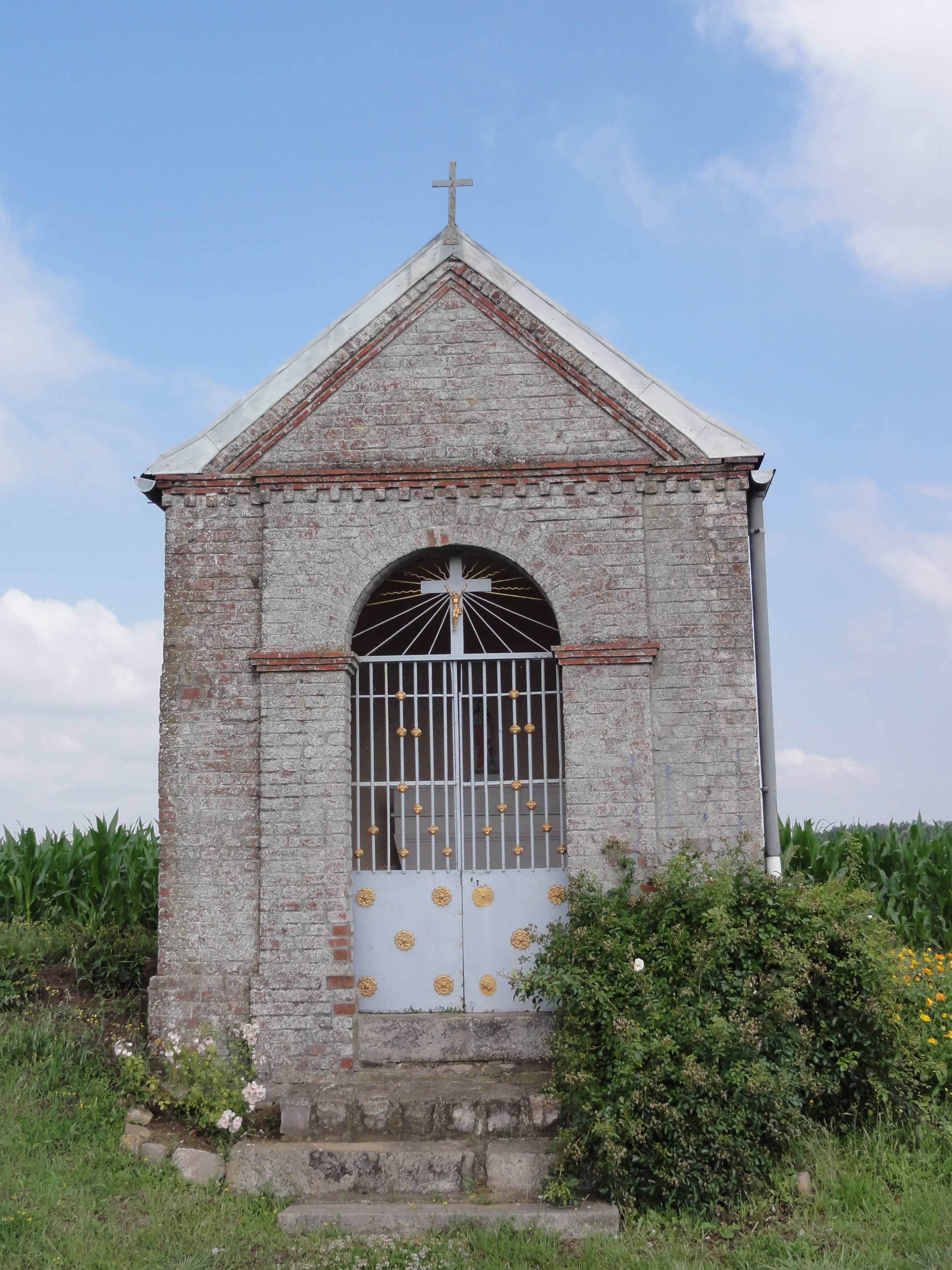
La chapelle sortie Solesmes.

## Personnalités liées à la commune
- Anselme Bruniaux (1823-1892), prieur général des chartreux (1879-1892)

## Pour approfondir